# INS Vela (S24)
Pour les autres navires du même nom, voir INS Vela.
L'INS Vela (pennant number : S24) est le quatrième navire du premier lot de six sous-marins de classe Kalvari de la marine indienne. Il s’agit d’un sous-marin d'attaque conventionnel diesel-électrique basé sur la classe Scorpène, conçu par le groupe naval de défense et d’énergie français DCNS et fabriqué par Mazagon Dock Limited, un chantier naval indien à Bombay. La première découpe d’acier pour le sous-marin a commencé le 14 juillet 2009 et le navire a été lancé le 6 mai 2019,.
Le sous-marin a été livré à la marine indienne le 9 novembre 2021 et officiellement mis en service par le chef d'état-major de la marine, l’amiral Karambir Singh, le 25 novembre.
Le sous-marin hérite de son nom de l’INS Vela (S40) qui a servi dans la marine de 1973 à 2010, et était le navire de tête de la classe Vela. L’équipage de l’INS Vela (S40) était présent à la cérémonie de mise en service de l’INS Vela (S24). Vela est le nom d’un poisson indien de l’espèce de raie pastenague connu pour son agressivité et son pouvoir offensif, et sa capacité à se camoufler contre les prédateurs. L’insigne du sous-marin représente la raie pastenague nageant à travers les mers bleues. La mascotte du navire est un sous-rayon, un mot-valise de sous-marin et de raie. La mascotte symbolise la « métamorphose du caractère du sous-marin avec les qualités d’une raie ».